# Moacyr de Carvalho Dias
Moacyr de Carvalho Dias (Poços de Caldas, 18 de setembro de 1920 – Poços de Caldas, 29 de janeiro de 2017) foi um empresário brasileiro, conhecido por ter inventado o requeijão cremoso industrializado a ser comercializado em pequenos copos. Foi, ainda, o maior criador de animais silvestres do país. Dias também fora o responsável por criar o requeijão cremoso, algo que já existia com o queijo.
Administrador de fazendas e proprietário do Laticínio Poços de Caldas, Dias foi o responsável entre 1955 e 1956 por introduzir a produção de requeijão cremoso em copos, como é comercializado no presente, substituindo a forma em tabletes.

## Biografia e carreira empresarial
Filho de Lindolfo Pio Dias (1876–1955) e de Matilde de Mello Carvalho (1888–1991), Moacyr começou sua atividade empresarial distribuindo leite na cidade mineira em que viveu, inicialmente em duas carroças; depois inovou a atividade, acondicionando o produto em sacos plásticos, agregando valor e sendo pioneiro ao fazê-lo. Com isto ele uniformizou a captação do leite, realizado por meio de uma cooperativa.
Dias, que era à época presidente do Poços de Caldas, havia visitado a fábrica de queijos Catupiry, então propriedade do imigrante italiano Mario Silvestrini na cidade de São Lourenço; em suas palavras: "O Catupiry era um queijo muito bem feito e bem cotado no comércio. Eu achei que poderia fazer um requeijão semelhante. O dono da fábrica era uma pessoa muito tranquila e deixava o veranista visitar as instalações. Como eu estava ali de férias, entrei na fábrica para ver como se fazia o Catupiry"; a necessidade do laticínio era dar uma destinação ao excedente do leite, e a fábrica Catupiry o fazia com a produção do queijo cremoso — ele contudo constatara que para sua produção Silvestrini tinha ao ano duas fases na produção leiteira: uma mais forte que a outra, o que forçava a adição de caseína na fórmula; em seu requeijão, contudo, optaram por desnatar o leite e, da massa fresca, produzir o requeijão apenas com o creme de leite, sem adição da proteína. A produção era então importante economicamente, pois à época não havia geladeiras para armazenagem da produção excedente de leite.
A criação da fórmula do requeijão cremoso passou por mais de mil tentativas, até alcançar a textura e sabor ideais; o próprio Dias se encarregara desta experimentação e a fórmula que melhor se adequara fora a de número 606; ele contudo continuou os experimentos, que não tiveram êxito, de adicionar sabores ao requeijão, prevalecendo aquela fórmula. Segundo ele: "ele é muito primo-irmão da manteiga. Porque quando a gente desnata o leite obtém dois produtos: o leite desnatado e o creme de leite. O requeijão é a massa do leite desnatado trabalhado em uma panela de face dupla, a vácuo, aquecida a vapor, que recebe creme de leite fresco no processo". Vendido inicialmente em 1952 como eram as manteigas, em tabletes de 200g, o requeijão logo ganhou em 1953 e 1954 os mercados de Campinas e São Paulo e, nos dois anos seguintes, ele introduziu a venda em copos, mantendo a mesma fórmula. Outra inovação que introduziu no país foi o iogurte com polpa de frutas.
Mais tarde, mesmo sem falar o francês, viajou a Paris onde convenceu os diretores da multinacional Danone a virem ao Brasil conhecer seu trabalho, o que de fato ocorreu, dando início às atividades desta empresa no país, na década de 1970.
Na cidade de Poços de Caldas introduziu um criadouro de animais silvestres cuja existência na natureza está ameaçada, com o objetivo de reintrodução dos mesmos nos ambientes nativos; em 2017, quando de sua morte, a fazenda contava com mais de quatro mil aves de cerca de trezentas espécies.
Morreu em janeiro de 2017, aos 96 anos de idade, de insuficiência renal, e foi sepultado em sua cidade natal, Poços de Caldas.